# Fussballclub Schaffhausen 2014-2015
Questa voce raccoglie le informazioni riguardanti il Fussballclub Schaffhausen nelle competizioni ufficiali della stagione 2014-2015.

## Stagione
Nella stagione 2014-2015 il Sciaffusa, allenato da Maurizio Jacobacci, concluse il campionato di Challenge League al 5º posto. In Coppa Svizzera il Sciaffusa fu eliminato al secondo turno dal Lucerna.

## Rosa
| N. |                               | Ruolo | Calciatore         |
| -- | ----------------------------- | ----- | ------------------ |
| 1  | Svizzera (bandiera)           | P     | Živko Kostadinović |
| 2  | Svizzera (bandiera)           | D     | André Caetano      |
| 3  | Macedonia del Nord (bandiera) | D     | Ezgjan Alioski     |
| 4  | Svizzera (bandiera)           | D     | Raphael Mollet     |
| 5  | Francia (bandiera)            | C     | Bertrand N'Dzomo   |
| 6  | Brasile (bandiera)            | D     | André Luís Neitzke |
| 8  | Svizzera (bandiera)           | C     | Marko Bičvić       |
| 10 | Svizzera (bandiera)           | C     | Davide Mariani     |
| 11 | Germania (bandiera)           | C     | Faruk Gül          |
| 13 | Kosovo (bandiera)             | C     | Imran Bunjaku      |
| 14 | Croazia (bandiera)            | D     | Ilija Ivić         |
| 15 | Argentina (bandiera)          | A     | Federico Almerares |
| 16 | Germania (bandiera)           | D     | Philipp Altmann    |

| N. |                                 | Ruolo | Calciatore                |
| -- | ------------------------------- | ----- | ------------------------- |
| 17 | Svizzera (bandiera)             | A     | Igor Tadić                |
| 19 | Italia (bandiera)               | A     | Davide Di Lionardo        |
| 20 | Svizzera (bandiera)             | C     | Luca Tranquilli           |
| 21 | Kosovo (bandiera)               | A     | Shkelqim Demhasaj         |
| 22 | Svizzera (bandiera)             | C     | Mirko Facchinetti         |
| 23 | Svizzera (bandiera)             | P     | Christian Baumgartner     |
| 24 | Svizzera (bandiera)             | D     | Aleksandar Zarković       |
| 24 | Svizzera (bandiera)             | C     | Rejhan Zuli               |
| 27 | Bosnia ed Erzegovina (bandiera) | C     | Admir Seferagic           |
| 28 | Svizzera (bandiera)             | D     | Mattias Schnorf           |
| 29 | Croazia (bandiera)              | C     | Arben Buqaj               |
| 30 | Brasile (bandiera)              | C     | Antônio Carlos dos Santos |
| 88 | Francia (bandiera)              | P     | Franck Grasseler          |

## Organigramma societario
Area tecnica
- Allenatore: Maurizio Jacobacci
- Allenatore in seconda: Hans Stamm
- Preparatore dei portieri: Thomas Szabo
- Preparatori atletici:

## Calciomercato

### Sessione estiva
| Acquisti | Acquisti            | Acquisti         | Acquisti |
| R.       | Nome                | da               | Modalità |
| -------- | ------------------- | ---------------- | -------- |
| D        | Aleksandar Zarković | Winterthur       |          |
| D        | Ilija Ivić          | San Gallo        |          |
| P        | Franck Grasseler    | Bienne           |          |
| A        | Federico Almerares  | Macará           |          |
| A        | Davide Di Lionardo  | Grasshoppers II  |          |
| C        | Mirko Facchinetti   | Chiasso          |          |
| P        | Stefan Lapcevic     | Wangen bei Olten |          |
| C        | Davide Mariani      | Zurigo           |          |
| C        | Cristian Miani      | Bienne           |          |
| D        | André Luís Neitzke  | Toledo EC        |          |
| C        | Admir Seferagic     | Basilea          |          |
| A        | Igor Tadić          | Servette         |          |
| C        | Luca Tranquilli     | Brühl            |          |

| Cessioni | Cessioni           | Cessioni     | Cessioni |
| R.       | Nome               | a            | Modalità |
| -------- | ------------------ | ------------ | -------- |
| C        | Sehar Fejzulahi    | Le Mont      |          |
| P        | Živko Kostadinović | YF Juventus  |          |
| C        | Gianluca Frontino  | Thun         |          |
| D        | Deni Krleski       | Škendija     |          |
| C        | Marco Mangold      | Thun         |          |
| A        | Patrick Rossini    | Zurigo       |          |
| A        | Dejan Sorgić       | Kriens       |          |
| D        | Pascal Thrier      | San Gallo    |          |
| P        | Vaso Vasić         | Grasshoppers |          |
| A        | Johan Vonlanthen   | Servette     |          |

### Sessione invernale
| Acquisti | Acquisti           | Acquisti     | Acquisti |
| R.       | Nome               | da           | Modalità |
| -------- | ------------------ | ------------ | -------- |
| C        | Imran Bunjaku      | Grasshoppers |          |
| P        | Živko Kostadinović | YF Juventus  |          |

| Cessioni | Cessioni        | Cessioni    | Cessioni |
| R.       | Nome            | a           | Modalità |
| -------- | --------------- | ----------- | -------- |
| P        | Stefan Lapcevic | YF Juventus |          |
| C        | Cristian Miani  | Köniz       |          |

## Risultati

### Challenge League

#### Prima fase, girone di andata
| Arbitro: | Jancevski |

|  |           |           |
|  | Marcatori | 86’ Buess |

| Arbitro: | Fähndrich |

|            |           |                                 |
| N'Silu 23’ | Marcatori | 11’, 59’, 77’ Tadić 35’ Mariani |

| Sciaffusa 3 agosto 2014, ore 15:00 CEST 3ª giornata | Sciaffusa | 0 – 0 referto | Bienne | Stadion Breite (1 627 spett.)\| Arbitro: \| Gut \| |
| Arbitro:                                            | Gut       |               |        |                                                    |

| Arbitro: | Erlachner |

|                    |           |                     |
| Seferagic 73’, 86’ | Marcatori | 4’ Delclos 28’ Ianu |

| Arbitro: | Huwiler |

|                                                 |           |                |
| Paçarizi 12’, 38’, 65’ Bašić 30’ Cortelezzi 62’ | Marcatori | 63’, 83’ Tadić |

| Arbitro: | Schnyder |

|                                                           |           |                          |
| Lombardi 7’ Audino 28’ Tahipi 46’ Brown 66’ Tabaković 73’ | Marcatori | 4’ Facchinetti 78’ Tadić |

| Arbitro: | Superczynski |

|           |           |                                          |
| Miani 47’ | Marcatori | 53’, 90’ D'Angelo 55’ Paiva 78’ Bengondo |

| Arbitro: | Schnyder |

|             |           |                                  |
| Hassell 79’ | Marcatori | 25’ Gül 68’ Mariani 90’ Demhasaj |

| Arbitro: | Gut |

|  |           |                |
|  | Marcatori | 25’ Vonlanthen |

#### Prima fase, girone di ritorno
| Arbitro: | Jaccottet |

|                |           |                         |
| Etchegoyen 72’ | Marcatori | 23’ Almerares 86’ Tadić |

| Arbitro: | Ovcharov |

|             |           |                       |
| Malonga 58’ | Marcatori | 64’ Mariani 70’ Tadić |

| Arbitro: | Schärer |

|                                             |           |  |
| Alioski 40’ Ivić 61’ Tadić 79’ Zarković 84’ | Marcatori |  |

| Arbitro: | Hänni |

|                                             |           |                  |
| Paiva 38’ Schnorf 56’ (aut.) Marchesano 72’ | Marcatori | 9’ Tadić 45’ Gül |

| Arbitro: | Klossner |

|                 |           |                                  |
| Facchinetti 45’ | Marcatori | 48’ Fejzulahi 66’ (rig.) Mustafi |

| Arbitro: | Gut |

|                      |           |                         |
| Ramizi 7’ Bühler 52’ | Marcatori | 30’ Mariani 49’ Schnorf |

| Arbitro: | Schnyder |

|              |           |           |
| Sauthier 77’ | Marcatori | 65’ Tadić |

| Sciaffusa 29 novembre 2014, ore 17:45 CET 17ª giornata | Sciaffusa | 0 – 0 referto | Lugano | Stadion Breite (1 267 spett.)\| Arbitro: \| Jaccottet \| |
| Arbitro:                                               | Jaccottet |               |        |                                                          |

| Arbitro: | Huwiler |

|  |           |                                  |
|  | Marcatori | 10’ Brown 22’ Cerrone 65’ Muslin |

#### Seconda fase, girone di andata
| Arbitro: | Jancevski |

|                                 |           |                     |
| Neitzke 17’ Gül 64’ Mariani 67’ | Marcatori | 59’ (rig.) Magnetti |

| Arbitro: | Schnyder |

|  |           |                   |
|  | Marcatori | 48’ Gül 73’ Buqaj |

| Arbitro: | Huwiler |

|               |           |                        |
| Almerares 73’ | Marcatori | 49’ Vonlanthen 83’ Bua |

| Arbitro: | Gut |

|                       |           |               |
| Çiçek 8’ Foschini 17’ | Marcatori | 58’ Almerares |

| Bienne 9 marzo 2015, ore 19:45 CET 23ª giornata | Bienne | 0 – 0 referto | Sciaffusa | Gurzelen (940 spett.)\| Arbitro: \| Pache \| |
| Arbitro:                                        | Pache  |               |           |                                              |

| Arbitro: | Fähndrich |

|  |           |           |
|  | Marcatori | 10’ Fazli |

| Arbitro: | Jaccottet |

|  |           |                                        |
|  | Marcatori | 38’ Mariani 50’, 64’ Tadić 69’ Alioski |

| Arbitro: | Jancevski |

|  |           |                    |
|  | Marcatori | 40’ (rig.) Rossini |

| Arbitro: | Superczynski |

|  |           |                                   |
|  | Marcatori | 30’ Caetano 83’ Tadić 90’ Neitzke |

#### Seconda fase, girone di ritorno
| Arbitro: | Huwiler |

|                                  |           |                            |
| Tadić 29’ Mariani 57’ Santos 65’ | Marcatori | 78’ Bengondo 88’ Tighazoui |

| Arbitro: | Tschudi |

|           |           |                       |
| Tadić 81’ | Marcatori | 55’ Buess 72’ Pezzoni |

| Arbitro: | Studer |

|                                |           |           |
| Sabbatini 82’ Bašić 86’ (rig.) | Marcatori | 77’ Tadić |

| Arbitro: | Gut |

|  |           |                                   |
|  | Marcatori | 21’ Custodio 58’ Savic 82’ Dupuis |

| Arbitro: | Musa |

|                               |           |                                   |
| Matri 4’ Muslin 69’ Fazli 88’ | Marcatori | 12’, 45’, 56’ Mariani 85’ Neitzke |

| Arbitro: | Schnyder |

|           |           |          |
| Tadić 32’ | Marcatori | 46’ Araz |

| Arbitro: | Hänni |

|             |           |                       |
| Zakaria 26’ | Marcatori | 61’ Tadić 76’ Mariani |

| Chiasso 25 maggio 2015, ore 18:00 CEST 35ª giornata | Chiasso | 0 – 0 referto | Sciaffusa | Stadio comunale Riva IV (1 300 spett.)\| Arbitro: \| Pache \| |
| Arbitro:                                            | Pache   |               |           |                                                               |

| Arbitro: | Schärer |

|             |           |  |
| Mariani 70’ | Marcatori |  |

### Coppa Svizzera
| 24 agosto 2014, ore 14:00 CEST Primo turno | Perly-Certoux | 2 – 4 | Sciaffusa |  |

| 20 settembre 2014, ore 17:30 CEST Secondo turno | Sciaffusa | 3 – 5 | Lucerna |  |

## Statistiche

### Statistiche di squadra
| Competizione     | Punti | In casa | In casa | In casa | In casa | In casa | In casa | In trasferta | In trasferta | In trasferta | In trasferta | In trasferta | In trasferta | Totale | Totale | Totale | Totale | Totale | Totale | DR |
| Competizione     | Punti | G       | V       | N       | P       | Gf      | Gs      | G            | V            | N            | P            | Gf           | Gs           | G      | V      | N      | P      | Gf     | Gs     | DR |
| ---------------- | ----- | ------- | ------- | ------- | ------- | ------- | ------- | ------------ | ------------ | ------------ | ------------ | ------------ | ------------ | ------ | ------ | ------ | ------ | ------ | ------ | -- |
| Challenge League | 47    | 18      | 4       | 4       | 10      | 18      | 26      | 18           | 9            | 4            | 5            | 37           | 28           | 36     | 13     | 8      | 15     | 55     | 54     | +1 |
| Coppa Svizzera   | -     | 1       | 0       | 0       | 1       | 3       | 5       | 1            | 1            | 0            | 0            | 4            | 2            | 2      | 1      | 0      | 1      | 7      | 7      | 0  |
| Totale           | 47    | 19      | 4       | 4       | 11      | 21      | 31      | 19           | 10           | 4            | 5            | 41           | 30           | 38     | 14     | 8      | 16     | 62     | 61     | +1 |

### Andamento in campionato
| Giornata  | 1 | 2 | 3 | 4 | 5 | 6 | 7 | 8 | 9 | 10 | 11 | 12 | 13 | 14 | 15 | 16 | 17 | 18 | 19 | 20 | 21 | 22 | 23 | 24 | 25 | 26 | 27 | 28 | 29 | 30 | 31 | 32 | 33 | 34 | 35 | 36 |
| --------- | - | - | - | - | - | - | - | - | - | -- | -- | -- | -- | -- | -- | -- | -- | -- | -- | -- | -- | -- | -- | -- | -- | -- | -- | -- | -- | -- | -- | -- | -- | -- | -- | -- |
| Luogo     | C | T | C | C | T | T | C | T | C | T  | T  | C  | T  | C  | T  | T  | C  | C  | C  | T  | C  | T  | T  | C  | T  | C  | T  | C  | C  | T  | C  | T  | C  | T  | T  | C  |
| Risultato | P | V | N | N | P | P | P | V | P | V  | V  | V  | P  | P  | N  | N  | N  | P  | V  | V  | P  | P  | N  | P  | V  | P  | V  | V  | P  | P  | P  | V  | N  | V  | N  | V  |
| Posizione | 9 | 6 | 4 | 5 | 7 | 9 | 9 | 8 | 7 | 7  | 7  | 6  | 6  | 6  | 6  | 6  | 6  | 7  | 6  | 6  | 6  | 6  | 6  | 7  | 7  | 7  | 6  | 5  | 5  | 6  | 6  | 6  | 6  | 5  | 5  | 5  |

Legenda:

Luogo: C = Casa; T = Trasferta. Risultato: V = Vittoria; N = Pareggio; P = Sconfitta.

### Statistiche dei giocatori
| E. Alioski      | 35 | 2  | 3 | 0 |
| F. Almerares    | 25 | 3  | 3 | 0 |
| P. Altmann      | 1  | 0  | 1 | 0 |
| C. Baumgartner  | 2  | 0  | 0 | 0 |
| M. Bičvić       | 15 | 0  | 1 | 0 |
| I. Bunjaku      | 15 | 0  | 3 | 1 |
| A. Buqaj        | 23 | 1  | 0 | 0 |
| D. Büchel       | 3  | 0  | 0 | 0 |
| A. Caetano      | 15 | 1  | 7 | 0 |
| S. Demhasaj     | 10 | 1  | 1 | 0 |
| D. Di Lionardo  | 2  | 0  | 0 | 0 |
| M. Facchinetti  | 26 | 2  | 4 | 0 |
| S. Fejzulahi    | 1  | 0  | 0 | 0 |
| F. Grasseler    | 16 | 0  | 1 | 0 |
| F. Gül          | 32 | 4  | 4 | 1 |
| I. Ivić         | 14 | 1  | 3 | 0 |
| Ž. Kostadinović | 18 | 0  | 1 | 0 |
| S. Lapcevic     | 0  | 0  | 0 | 0 |
| D. Mariani      | 33 | 12 | 8 | 0 |
| C. Miani        | 5  | 1  | 1 | 0 |
| R. Mollet       | 13 | 0  | 3 | 1 |
| B. N'Dzomo      | 27 | 0  | 6 | 1 |
| A. Neitzke      | 35 | 3  | 2 | 0 |
| A. Santos       | 17 | 1  | 0 | 0 |
| M. Schnorf      | 13 | 1  | 5 | 0 |
| A. Seferagic    | 23 | 2  | 1 | 1 |
| I. Tadić        | 34 | 19 | 3 | 0 |
| L. Tranquilli   | 17 | 0  | 4 | 0 |
| A. Zarković     | 21 | 1  | 1 | 0 |
| R. Zuli         | 0  | 0  | 0 | 0 |